# Red Snapper
 (décembre 2017).
Si vous disposez d'ouvrages ou d'articles de référence ou si vous connaissez des sites web de qualité traitant du thème abordé ici, merci de compléter l'article en donnant les références utiles à sa vérifiabilité et en les liant à la section « Notes et références ».
Cet article concerne le groupe de musique britannique. Pour le poisson, voir Lutjanus campechanus.
Red Snapper est un groupe instrumental britannique fondé à Londres en 1993 par Ali Friend (contrebasse), Richard Thair (percussions), et David Ayers (guitare). Ces trois membres centraux sont rejoints sur leurs albums par plusieurs musiciens invités, et vocalistes.
Au niveau musical, le style de Red Snapper mêle des touches de jazz, funk, jungle, trip hop, hip-hop et breakbeat. On y retrouve également des influences provenant du rock psychédélique et du rock progressif.
Le groupe a sorti trois EP avant de signer avec le label Warp Records pour leur premier album Prince Blimey en 1996. Le groupe dénotait alors par rapport au catalogue de Warp Records : leur son live et très organique, mêlant dub, jazz et breakbeat, contrastait fortement avec le style IDM, plus orienté studio, du label.
Pour leur second album Making Bones, le groupe est rejoint par MC Det, MC issu du milieu jungle, et par la chanteuse Alison David. Cette dernière est remplacée par Karim Kendra sur leur troisième album Our Aim is to Satisfy Red Snapper (2000).
Au début de l'année 2002, Red Snapper annonce sa dissolution. C'est aussi en 2002 que sort la compilation It's All Good incluant un morceau inédit, Ultraviolet. L'année suivante sort Redone, un album de remixes qui contient deux morceaux remixés par Rich Thair et Ali Friend, alias The Creation.
Le groupe se reforme fin 2007 et sorte un sixième album, Pale Blue Dot, avec la participation du saxophoniste Tom Challenger.
En 2011, c'est au tour de Key de sortir, puis en 2014, Hyena, leur dernier album.

## Discographie
- Hyena (2014, Lo Recordings)
- Key (2011, V2 Records)
- Pale Blue Dot (2008, Lo Recordings)
- Red Snapper (2003, Lo Recordings)
- Our Aim is to Satisfy Red Snapper (2000, Matador)
- Making Bones (1998, Warp)
- Prince Blimey (1996, Warp)
- Reeled And Skinned (1995, Warp)

Compilation
- We Are Reasonable People, Warp Records, 1998